# 東涌站 (昂坪360)

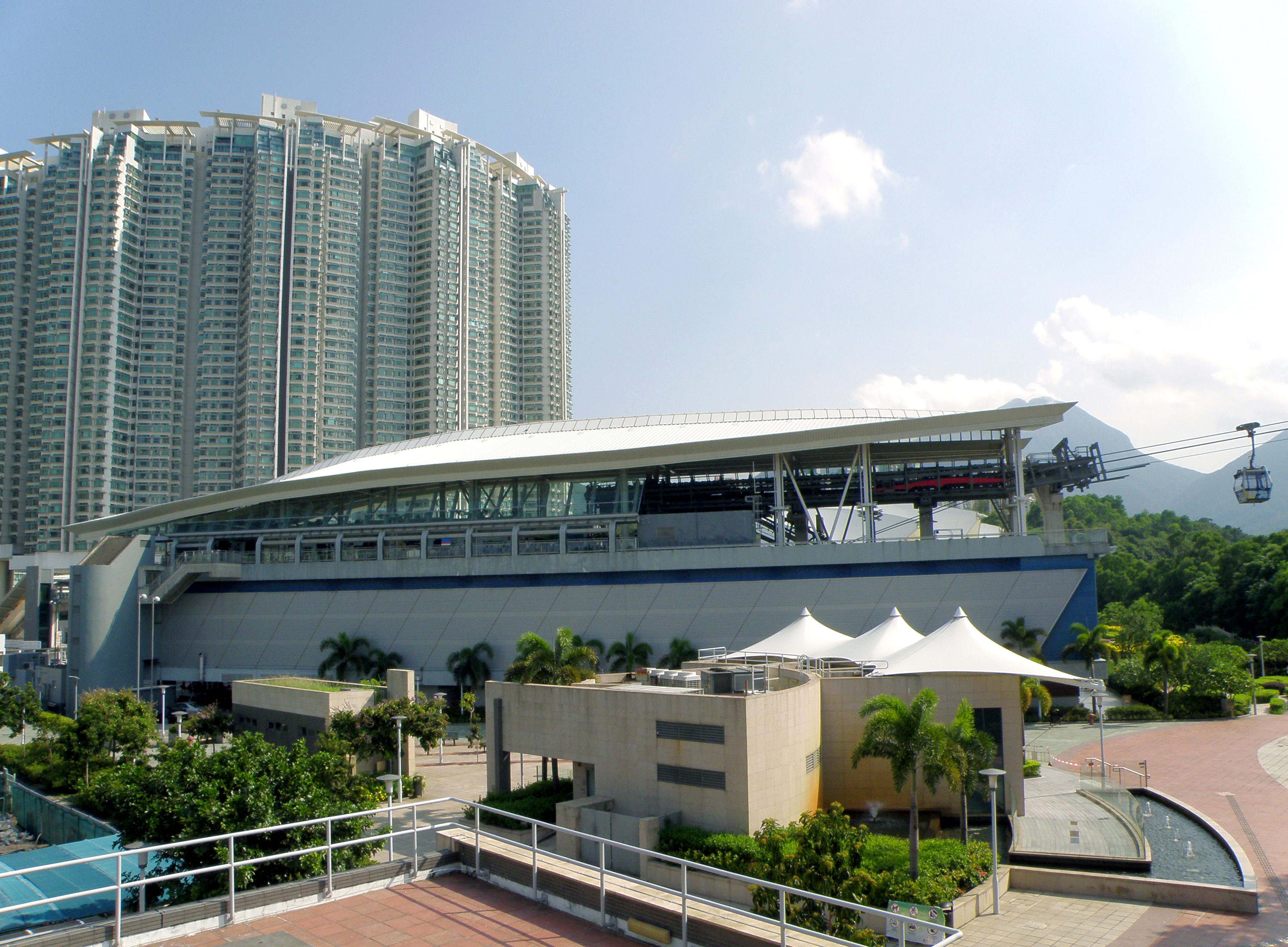
東涌纜車站北面

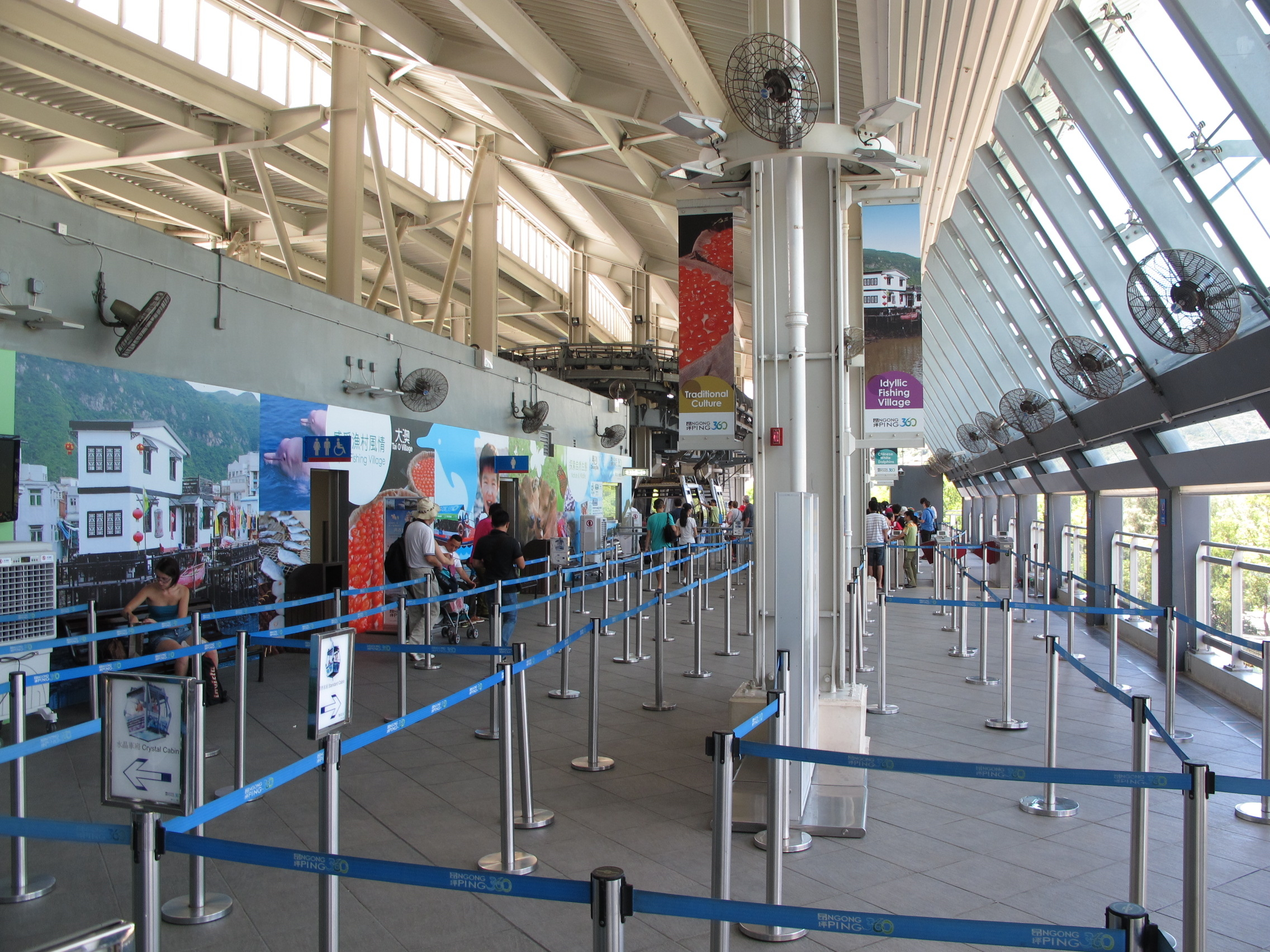
東涌站等候區

東纜車站（英語：Tung Chung Cable Car Terminal）是一個位於香港新界離島區大嶼山東涌達東路，屬於昂坪360的纜車站。該站鄰近港鐵東涌綫的東涌站，乘客可以步行前往轉乘東涌綫。

## 車站結構

### 車站樓層
| 月台 |                                                                                              | 昂坪360落車區域                                                                              | 昂坪360落車區域                                                                              |
| 月台 | 月台                                                                                         | ←                                                                                            | 架空吊索路軌                                                                                 |
| 月台 | 月台                                                                                         | ↓                                                                                            |                                                                                              |
| 月台 | 月台                                                                                         | →                                                                                            | 架空吊索路軌                                                                                 |
| 月台 | 昂坪360上車區域，往昂坪                                                                      |                                                                                              |                                                                                              |
| 大堂 | 昂坪360禮品店、昂坪360客務中心、收費閘機、 行人天橋來往出入口                                | 昂坪360禮品店、昂坪360客務中心、收費閘機、 行人天橋來往出入口                                | 昂坪360禮品店、昂坪360客務中心、收費閘機、 行人天橋來往出入口                                |
| 地面 | 出入口，可步行前往以下目的地： 富東邨、裕東苑、東薈城、 東涌市中心巴士總站及港鐵東涌綫東涌站 | 出入口，可步行前往以下目的地： 富東邨、裕東苑、東薈城、 東涌市中心巴士總站及港鐵東涌綫東涌站 | 出入口，可步行前往以下目的地： 富東邨、裕東苑、東薈城、 東涌市中心巴士總站及港鐵東涌綫東涌站 |

### 車站大堂
車站商店
- 昂坪360紀念品商店

### 車站出口

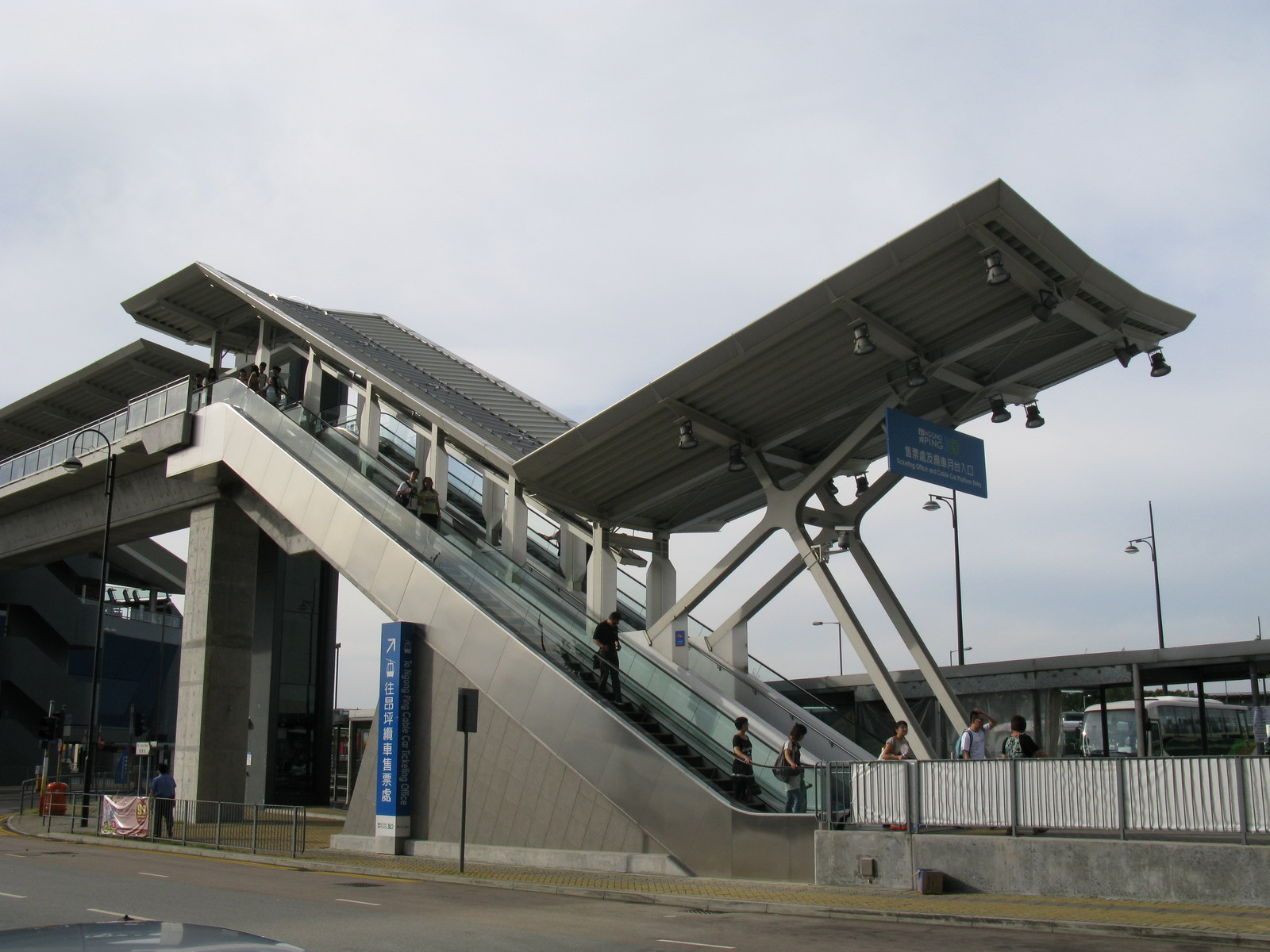
東涌纜車站入口
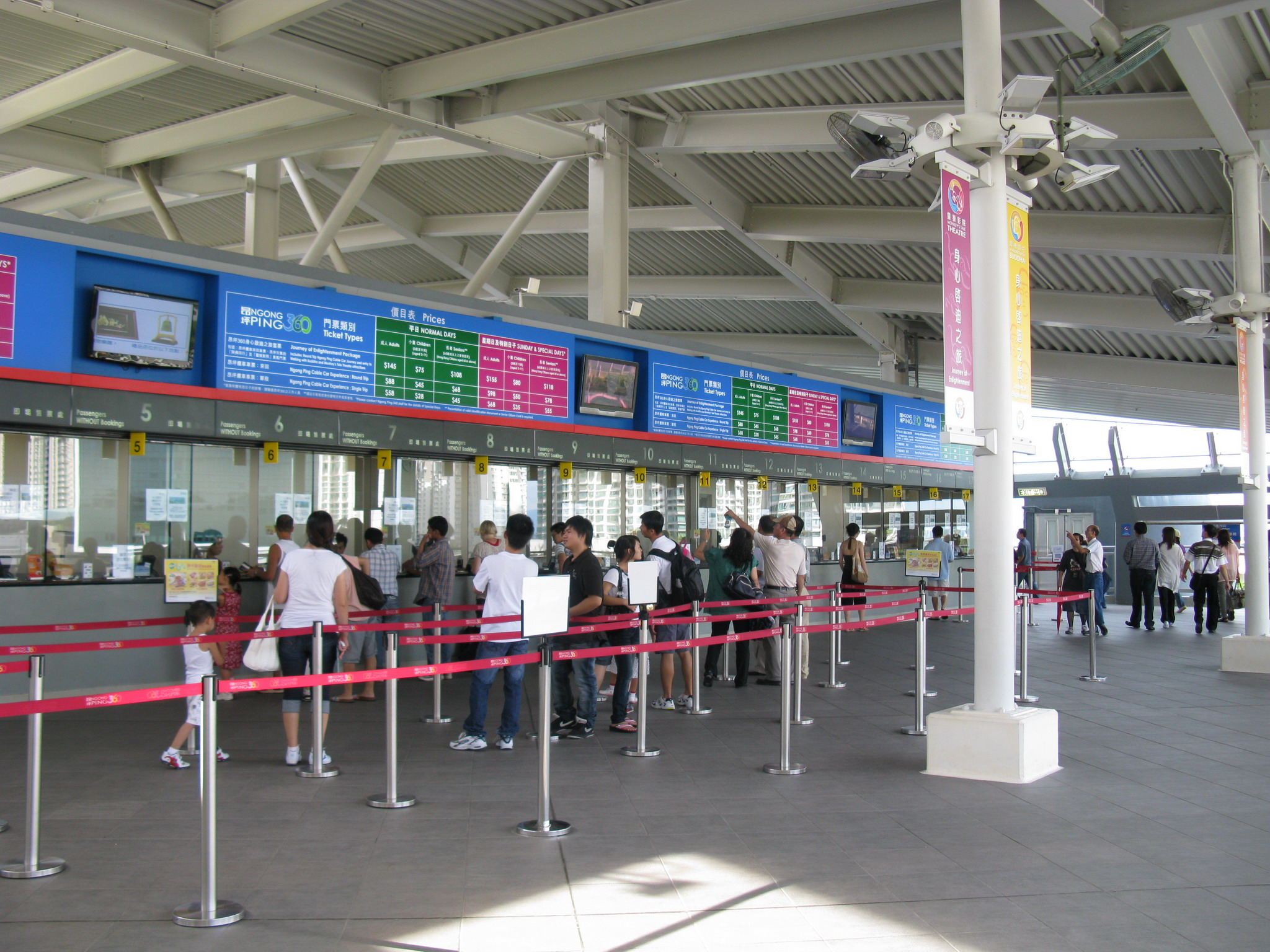
東涌纜車站大堂及售票處
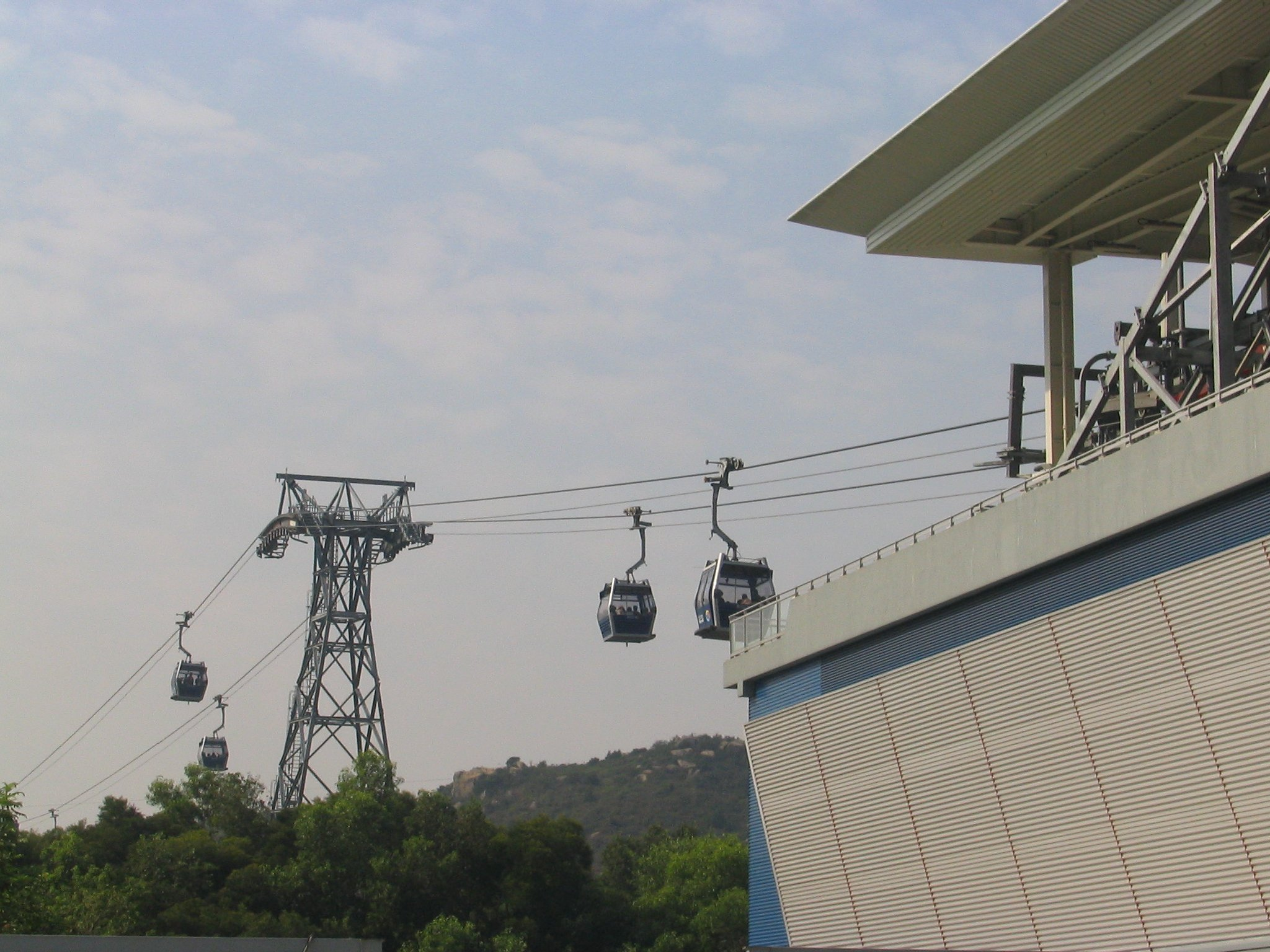
東涌纜車站上剛離站（右）及將抵站的纜車（左）